# Non c'è due senza te
Non c'è due senza te è il secondo album di Dente, pubblicato nel 2007 da Jestrai Records, e successivamente ristampato da Ghost Records e ridistribuito, il 19 febbraio 2010, da Venus Dischi.

## Tracce
Testi e musiche di Dente.
1. Canzone di non amore – 2:54
2. Baby building – 2:52
3. La battaglia delle bande – 4:18
4. Dxg – 3:58
5. La fine del mondo – 2:38
6. Canzone pop – 3:26
7. Stella – 3:47
8. La presunta cecità di Irene – 2:52
9. 28 agosto – 4:45
10. Diecicentomille – 2:23
11. Oceano – 4:59
12. Scanto di sirene – 2:46
13. Chiedo – 4:36

Durata totale: 46:14

## Formazione
- Dente - voce, chitarre